# Chiume
Chiume é uma cidade e município angolano que se localiza na província de Moxico.
Anteriormente uma vila-comuna do município de Bundas, em 5 de setembro de 2024 foi elevada a condição de cidade e município da província de Moxico.
O município é constituído apenas pela comuna-sede.